# Oliver Berg
Oliver Berg (Gjøvik, 1993. augusztus 28. –) norvég labdarúgó, a Djurgården középpályása.

## Pályafutása
Berg a norvégiai Gjøvik városában született. Az ifjúsági pályafutását a helyi Gjøvik-Lyn akadémiájánál kezdte.
2010-ben mutatkozott be a Raufoss felnőtt keretében. 2015-ben az első osztályban szereplő Odd szerződtette. 2018-ban a svéd első osztályban érdekelt Dalkurdhoz írt alá. 2018 nyarán a Sundsvallhoz, majd 2021-ben a Kalmarhoz igazolt. Először a 2021. április 12-ei, Östersund ellen 0–0-ás döntetlennel zárult mérkőzés félidejében, Jonathan Ring cseréjeként lépett pályára. Első gólját 2021. április 18-án, a Degerfors ellen idegenben 1–0-ra megnyert találkozón szerezte meg. 2023. január 8-án négyéves szerződést kötött a Djurgården együttesével.

## Statisztikák
2022. november 6. szerint
| Klub      | Szezon   | Osztály     | Bajnokság | Bajnokság | Kupa  | Kupa | Nemzetközi | Nemzetközi | Összesen | Összesen |
| Klub      | Szezon   | Osztály     | Meccs     | Gól       | Meccs | Gól  | Meccs      | Gól        | Meccs    | Gól      |
| --------- | -------- | ----------- | --------- | --------- | ----- | ---- | ---------- | ---------- | -------- | -------- |
| Odd       | 2015     | Tippeligaen | 19        | 0         | 2     | 1    | 7          | 1          | 28       | 2        |
| Odd       | 2016     | Tippeligaen | 23        | 0         | 1     | 2    | 4          | 0          | 28       | 2        |
| Odd       | 2017     | Eliteserien | 25        | 1         | 3     | 5    | 3          | 0          | 31       | 6        |
| Odd       | Összesen | Összesen    | 67        | 1         | 6     | 8    | 14         | 1          | 87       | 10       |
| Dalkurd   | 2018     | Allsvenskan | 13        | 1         | 3     | 0    | —          | —          | 16       | 1        |
| Sundsvall | 2018     | Allsvenskan | 13        | 1         | 0     | 0    | —          | —          | 13       | 1        |
| Sundsvall | 2019     | Allsvenskan | 23        | 1         | 0     | 0    | —          | —          | 23       | 1        |
| Sundsvall | 2020     | Superettan  | 30        | 9         | 2     | 2    | —          | —          | 32       | 11       |
| Sundsvall | Összesen | Összesen    | 66        | 11        | 2     | 2    | 0          | 0          | 68       | 13       |
| Kalmar    | 2021     | Allsvenskan | 30        | 12        | 2     | 0    | —          | —          | 32       | 12       |
| Kalmar    | 2022     | Allsvenskan | 29        | 9         | 3     | 2    | —          | —          | 32       | 11       |
| Kalmar    | Összesen | Összesen    | 59        | 21        | 5     | 2    | 0          | 0          | 64       | 23       |
| Összesen  | Összesen | Összesen    | 205       | 34        | 16    | 12   | 14         | 1          | 235      | 47       |